# Silva (chanteur)
 (août 2024).
La mise en forme du texte ne suit pas les recommandations de Wikipédia : il faut le « wikifier ».
Les points d'amélioration suivants sont les cas les plus fréquents :
- Les titres sont pré-formatés par le logiciel. Ils ne sont ni en capitales, ni en gras.
- Le texte ne doit pas être écrit en capitales (les noms de famille non plus), ni en gras, ni en italique, ni en « petit »…
- Le gras n'est utilisé que pour surligner le titre de l'article dans l'introduction, une seule fois.
- L'italique est rarement utilisé : mots en langue étrangère, titres d'œuvres, noms de bateaux, etc.
- Les citations ne sont pas en italique mais en corps de texte normal. Elles sont entourées par des guillemets français : « et ».
- Les listes à puces sont à éviter, des paragraphes rédigés étant largement préférés. Les tableaux sont à réserver à la présentation de données structurées (résultats, etc.).
- Les appels de note de bas de page (petits chiffres en exposant, introduits par l'outil «  Source ») sont à placer entre la fin de phrase et le point final[comme ça].
- Les liens internes (vers d'autres articles de Wikipédia) sont à choisir avec parcimonie. Créez des liens vers des articles approfondissant le sujet. Les termes génériques sans rapport avec le sujet sont à éviter, ainsi que les répétitions de liens vers un même terme.
- Les liens externes sont à placer uniquement dans une section « Liens externes », à la fin de l'article. Ces liens sont à choisir avec parcimonie suivant les règles définies. Si un lien sert de source à l'article, son insertion dans le texte est à faire par les notes de bas de page.
- La présentation des références doit suivre les conventions bibliographiques. Il est recommandé d'utiliser les modèles {{Ouvrage}}, {{Chapitre}}, {{Article}}, {{Lien web}} et/ou {{Bibliographie}}. Le mode d'édition visuel peut mettre en forme automatiquement les références.
- Insérer une infobox (cadre d'informations à droite) n'est pas obligatoire pour parachever la mise en page.

Pour une aide détaillée, merci de consulter Aide:Wikification.
Si vous pensez que ces points ont été résolus, vous pouvez retirer ce bandeau et améliorer la mise en forme d'un autre article.
 (novembre 2011).
Si vous disposez d'ouvrages ou d'articles de référence ou si vous connaissez des sites web de qualité traitant du thème abordé ici, merci de compléter l'article en donnant les références utiles à sa vérifiabilité et en les liant à la section « Notes et références ».
Pour les articles homonymes, voir Silva.
Silvano Macaluso, dit Silva, est un compositeur, musicien et chanteur belge d'origine sicilenne né le 20 mai 1977 à Bruxelles. Il est également connu comme musicien et producteur sur divers projets.

## Biographie
En 1996, on le découvre dans Pour La Gloire (RTBF) sur la chaîne nationale belge (RTBF). Il remporte l'émission toutes catégories confondues avec une reprise au piano de Jean-Jacques Goldman, Puisque tu pars.
En 2000, il décroche un diplôme d'ingénieur du son à l'Institut des Arts de Diffusion (IAD).
À l'heure actuelle, il a déjà sorti 5 albums (Laisse aller en 2004 chez Sony Music, Antidote en 2010 chez Universal Music, 22h22 en 2015 chez TSP records, Equinox en 2024 et Hémisphère en 2025 sous son label Hemisphere Music) classés dans les meilleures ventes dans l'Ultratop belge. Certaines chansons de son dernier album 22h22 ont été écrites par François Welgryn, auteur reconnu en France. Parallèlement à sa carrière de chanteur, Silvano Macaluso collabore également régulièrement avec d'autres artistes en tant que musicien, arrangeur, producteur artistique ou ingénieur du son : Mind Connexion, Jennifer Mc Cray, Jean-François Maljean, Wendy Nazaré, Karim Baggili, Esteban Murillo, Shana Tesh, Shang Wenjie, Emry Ghill...

## Silva, artiste Universal
C'est sous le pseudo SILVA que Silvano Macaluso sort en 2010 l'album Antidote (Universal Music) et en 2015 l'album 22h22 (TSP records)

## Récompenses
- Prix du jury et prix du public du Côte d'Or Festival Song de Dijon en décembre 2017 présidé par Daniel Levy.
- Octave de la musique[10] du prix du public BEL RTL[11] en 2004.
- Prix du jury au concours de la Rose d'or d'Antibes en 2000, présidé par Eddie Barclay[réf. nécessaire].
- Vainqueur toutes catégories confondues de l'émission "Pour la Gloire" en 1997 (RTBF).

## Collaborations
En parallèle à sa carrière d'artiste-chanteur, on le retrouver sous ses différentes casquettes dans de nombreuses collaborations :
- Emry Ghill[12] : Remix et mastering des singles « Breaking Loose (radio edit) », « Moment of Creation (radio edit) (2021) et « Lunatique (radio edit) »(2022) ; Ain't nothing like you (2023), If I (2024)
- Mind Connexion : coproducteur, co-compositeur, co-arrangeur (avec Karim Baggili) des singles "Mind Connexion" (2018), "Move on" (2019), "Jump in the sky" (2021), Sunlight (2022), "Words (2023) ;
- Emry Ghill[12] : Enregistrement, Arrangement, mixage et mastering sur l'album "Shadows" (2020) et sur l'EP "Grow (2025)
- Karim Baggili[13] : Collaboration, enregistrement, mixage et mastering sur l'album "Apollo You Sixteen" (2016 et 2017)
- Esteban Murillo[9] : Composition, réalisation, arrangements et mixage de l'album "Leyenda" (2015) et co-composition sur l'album "Mi Verdad (2018)
- Wendy Nazaré[14],[15] : Arrangeur et musicien sur les albums Pas de pareil, A tire d'ailes.
- Jennifer Mc Cray[16] : Compositeur, arrangeur et musicien sur plusieurs singles ("Connected", "In your head", ...)
- Jean-François Maljean[17] : Arrangeur et musicien sur plusieurs albums (Voyage, Latin One, Dong Fusion, Apormidjusofir, …)
- Robert Goldman : Arrangeur sur le single J'étais prête pour l'artiste Noémie Largo
- Shang Wenjie : Arrangeur, musicien et coproducteur artistique avec Jean-François Maljean sur plusieurs chansons (Nightmare, Love warrior, Lonely…)
- Shana Tesh : Compositeur du single Boum boum boum vendu à plus de 150 000 exemplaires en France.
- Lord Kossity : Co-compositeur et co-arrangeur du single Où aller (Mounia, featuring Lord Kossity)
- Il ne volera plus ce soir en hommage à la faillite de la célèbre compagnie aérienne belge Sabena : Auteur, compositeur et arrangeur
- Projet Blues Chocolat de Marie : Arrangeur et directeur artistique de l'album et du spectacle[18]

## Discographie

### Albums
- Hémisphère (2025)
- Equinox - piano solo (2024)
- 22h22[2] (2015)
- Antidote (2010)
- Laisse aller (2004)

### Singles
- Nos virages (2024)
- Viens on se laisse aller (2024)
- On s'en balance (2023)
- Le bonheur sous tes pas (2023)
- My Valentine (2023)
- Mon Hémisphère (2022)
- On avance encore (2022)
- Le Jardin des Justes (2018)
- Emporte-moi (2018)
- Je préfère (2017)
- L'humour te va si bien (2017, hommage à Lynda Lemay)
- Le même monde (2016)
- La sortie (2016)
- Des choses qui arrivent (2015)
- Ma passagère (2015)
- On se pardonne (2012)
- C'est si facile (2011)
- Viens dans ce monde (2011)
- Je ne l'aime pas (2011)
- Hypocondriaque (2010)
- Tu me suffis (2004)
- Même (2004)
- Je sais que tu m'aimes (2003)
- C'est la vie (2003)
- Encore (2002)
- Emmène-moi (2000)
- Ne joue plus avec mon cœur (1999)
- Tu es tout pour moi (1997)
- Puisque tu pars (1996)